# オデュッセウス

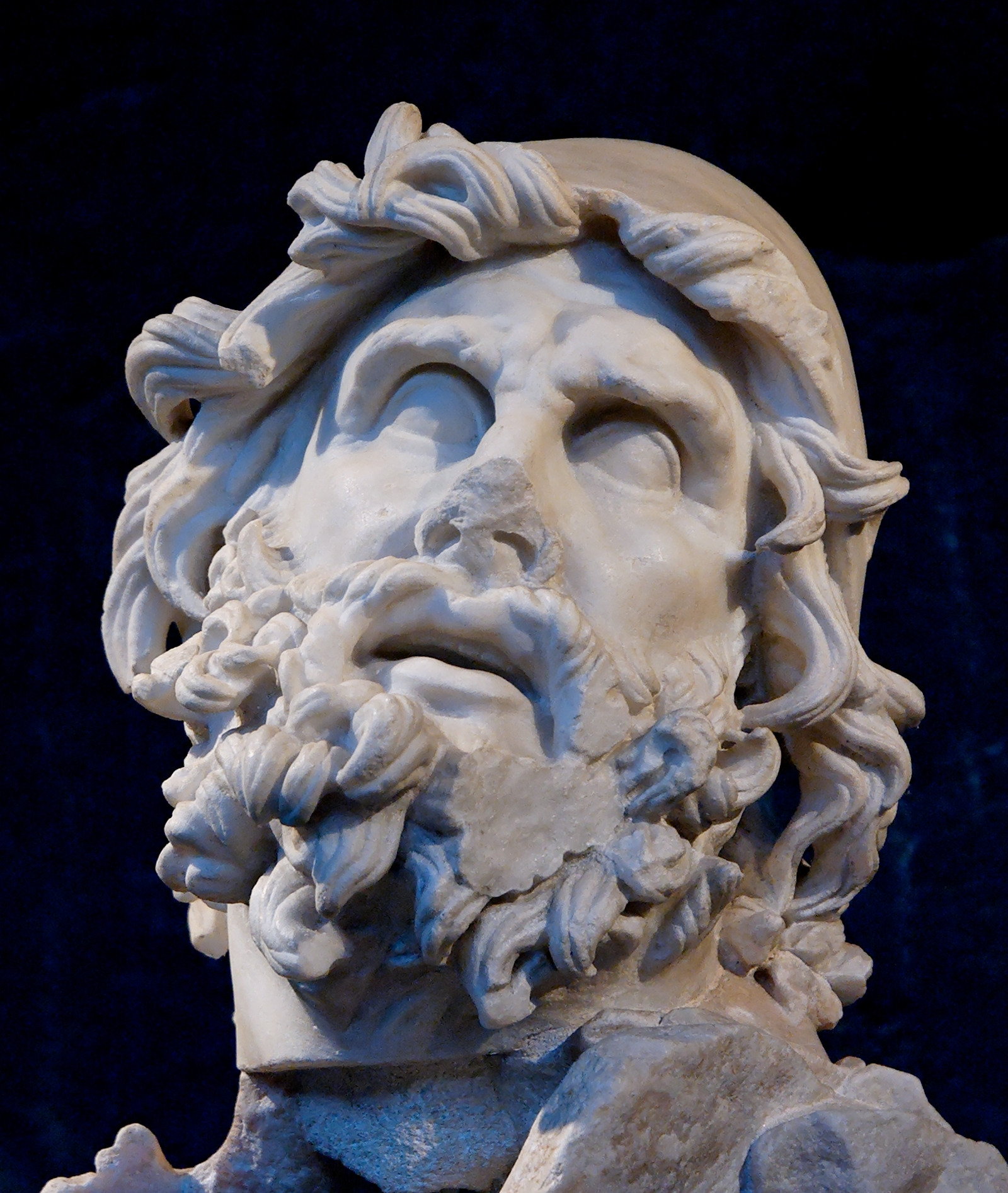
オデュッセウスの頭像 from Roman period Hellenistic marble group representing Odysseus blinding Polyphemus, found at the villa of Tiberius at Sperlonga

オデュッセウス（古代ギリシャ語: Ὀδυσσεύς,Λαερτιάδης、ラテン文字転写: Odysseus）は、ギリシア神話の英雄で、イタケーの王（バシレウス）であり、ホメーロスの叙事詩『オデュッセイア』の主人公でもある。
ラテン語でUlixes（ウリクセス）あるいはUlysseus （ウリュッセウス）ともいい、これが英語のUlysses（ユリシーズ）の原型になっている。

## 概要
オデュッセウスはトロイ攻めに参加した他の英雄たちが腕自慢の豪傑たちであるのに対して頭を使って勝負するタイプの知将とされ、「足の速いオデュッセウス」「策略巧みなオデュッセウス」と呼ばれる。ホメーロス以来、女神アテーナーの寵厚い英雄として書かれる。
イタケー王ラーエルテースとアンティクレイアの子で、妻はペーネロペー、息子はテーレマコスである。なお、シーシュポスが父とする説もある。
トロイア戦争ではパラメーデースの頓智でアカイア勢に加勢させられ、アキレウスの死後はその武具を大アイアースと争って勝利した。また、木馬の策を立案し、アカイア勢を勝利に導いた。
オデュッセウスの貴種流離譚である長い帰還の旅にちなみ、長い苦難の旅路を「オデュッセイ、オデュッセイア」という修辞で表すこともある。啓蒙や理性の奸智の代名詞のようにもいわれ、テオドール・アドルノ/マックス・ホルクハイマーの「啓蒙の弁証法」でも取り上げられる。
オデュッセウスが難破して裸体でスケリア島に漂着したところを助けた、純粋無垢の代表としての清らかな王女ナウシカアに対置されることもある。姦計としての理性対愛という対立構造で近世市民社会の論理を語るのに、オデュッセウスとナウシカアを対置させた哲学者も存在する。

## トロイア戦争以前
誕生時にイタケーを訪れていた母方の祖父アウトリュコスが孫への命名を頼まれ、 「自分は今まで多くの人間に憎まれてきた（オデュッサメノス）ので、憎まれ者（オデュッセウス）がよい」と名付けたという。
この命名の逸話自体は『オデュッセイア』作中の第19歌で語られるところであるが、考証学上は「オデュッセウス」の語源はギリシャ語ではなく、インド・ヨーロッパ語族以外の異民族言語によるものと考察され、ホメロスの時代までにギリシャ語の似た言葉にあわせて逸話がつくりあげられたと推測されている。
テュンダレオースの娘ヘレネーの結婚に際してギリシア中から多くの求婚者が集まったが、テュンダレオースは誰が選ばれても残りの男たちの恨みを買うだろうと恐れた。そこでオデュッセウスはテュンダレオースに妙案を授ける代わりに、ヘレネーの従姉妹で付き添いをしていたペーネロペーとの結婚を取り持って欲しいと提案した。テュンダレオースは承諾し、オデュッセウスの案に従い「誰が選ばれても、夫となったものが困難に陥ったならば求婚者全員で助ける」という誓いが結ばれた。テュンダレオースは約束通りオデュッセウスの結婚に協力し、オデュッセウスはペーネロペーと結婚することができた。
ヘレネーがパリスに連れ去られたことで、メネラオスはかつての求婚者たちに誓いに基づき、彼女を奪還するのに協力するよう求めた。オデュッセウスは戦への参加を厭い、狂気を装った。神託が予言するには、もし戦に出たならば、故郷に帰るのはずっと後になるということだったからである。オデュッセウスは、ロバと雄牛に鋤を引かせ(歩幅が異なるので鋤の効率が悪くなる)、地に塩を蒔いた。パラメーデースは、アガメムノンの要請により、オデュッセウスの狂気を明かそうとして、鋤の正面にオデュッセウスの幼い息子テーレマコスを置くと、オデュッセウスの鋤は息子を避けたので、狂気の扮装は暴露された。それゆえ、オデュッセウスは、故郷から引き離される原因となったパラメーデースを戦争中も憎んだ。
オデュッセウスと他のアガメムノンの使節は、スキュロスに赴き、アキレウスを仲間に加えようと望んだ。というのも、彼を欠いては、トロイアは陥落しないと予言されていたからである。しかし、アキレウスの母テティスは、アキレウスを女装させ、アカイア勢の目を逃れようとしていた。なぜなら、神託によると、アキレウスは、平穏無事に長生きするか、もしくは永遠の名声を得る代わりに若くして死ぬかのいずれかであると予言されていたからである。
しかし、オデュッセウスは、前に立つ女性たちの誰がアキレウスなのかを見出すことに成功した。他の女性は装飾品にしか目を向けなかったものの、アキレウスだけ武器に興味を示したからである。さらに、オデュッセウスは、戦のホルンを鳴らし、アキレウスが武器を握りしめて戦士としての本来の性格を見せるのを鼓舞した。アキレウスの扮装もまた暴露されたので、アガメムノンらのアカイア勢に参加することになった。

### トロイの木馬

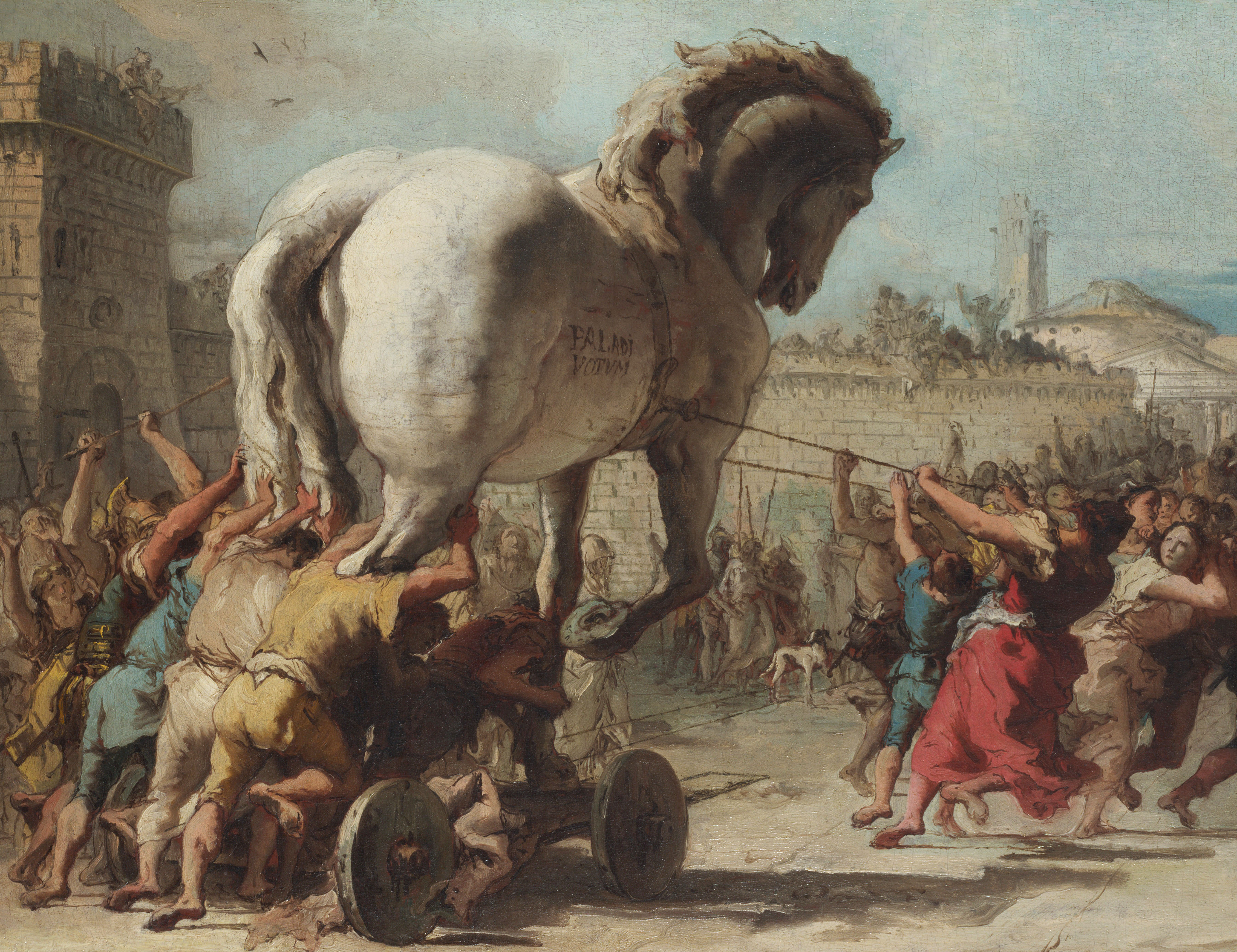
Detail from 『トロイアの木馬の行進』、ジョヴァンニ・ドメニコ・ティエポロ画

トロイの木馬を立案し、これによって10年間続いたトロイア戦争に終止符を打った。トロイの木馬には、ネオプトレモス、メネラーオス、オデュッセウス、ディオメーデース、ピロクテーテース、小アイアースなどの猛将たちが乗り込んだ。木馬の準備が完了すると、アカイア軍は、陣営を焼き払って撤退を装い、敵を欺くためにシノーンだけを残して、近くのテネドス島へと待機した。シノーンはトロイア人に捕まり、拷問にかけられるが「ギリシア人は逃げ去った。木馬はアテーナーの怒りを鎮めるために作ったものだ。そして、なぜこれほど巨大なのかといえば、この木馬がイーリオス城内に入ると、この戦争にギリシア人が負けると予言者カルカースに予言されたためである」と説明してトロイア人を欺き通し、木馬を戦利品として城内に運び込むように誘導した。この計画は、木馬を怪しんだラーオコーンとカッサンドラーによって見破られそうになるが、アカイア勢に味方するポセイドーンが海蛇を送り込んでラーオコーンとその息子たちを殺したため、神罰を恐れて木馬を破壊しようとする者はいなくなった。
城門は、木馬を通すには狭かったので、一部を破壊して通し、アテーナーの神殿に奉納した。その後、トロイア人は、市を挙げて宴会を開き、全市民が酔いどれ眠りこけた。守衛さえも手薄になっていた。市民たちが寝静まった夜、木馬からオデュッセウスたちが出てきて、計画通り松明でテネドス島のギリシア勢に合図を送り、彼らを引き入れた。その後、ギリシア勢は、イーリオス市内で暴れ回った。酔って眠りこけていたトロイア人たちは、反撃することができず、アイネイアースなどの例外を除いて討たれてしまった。トロイアの王プリアモスもネオプトレモスに殺され、ここにトロイアは滅亡した。

## トロイア戦争以後
トロイア戦争に勝利したオデュッセウスは故国イタケーを目指して航海を開始したが、トロイア戦争よりも長く辛い旅路が彼を待ち受けていた。本来彼は北に航路を取るべきだったが、激しい嵐に見舞われて遥か南のリビアの方へと流されてしまった。これが苦難の始まりであり、ホメロスの『オデュッセイア』で語られるところである。以下では『オデュッセイア』を下に記述する。

### ロートパゴス族
リュビアーの西部に住んでいたロートパゴス族は、ロートスの木というナツメに似た木の果実を食べて生活していた。漂着した土地を探索していたオデュッセウスの部下たちはロートパゴス族と遭遇し、彼らからロートスの果実（一説には花）をもらって食した。すると、ロートスがあまりに美味だったので、それを食べた部下はみなオデュッセウスの命令も望郷の念も忘れてしまい、この土地に住みたいと思うようになった。ロートスの果実には食べた者を夢の世界に誘い、眠ること以外何もしたくなくなるという効力があった。このためオデュッセウスは嫌がる部下たちを無理やり船まで引きずって行き、他の部下がロートスを食べないうちに出航した。

### キュクロープスの島

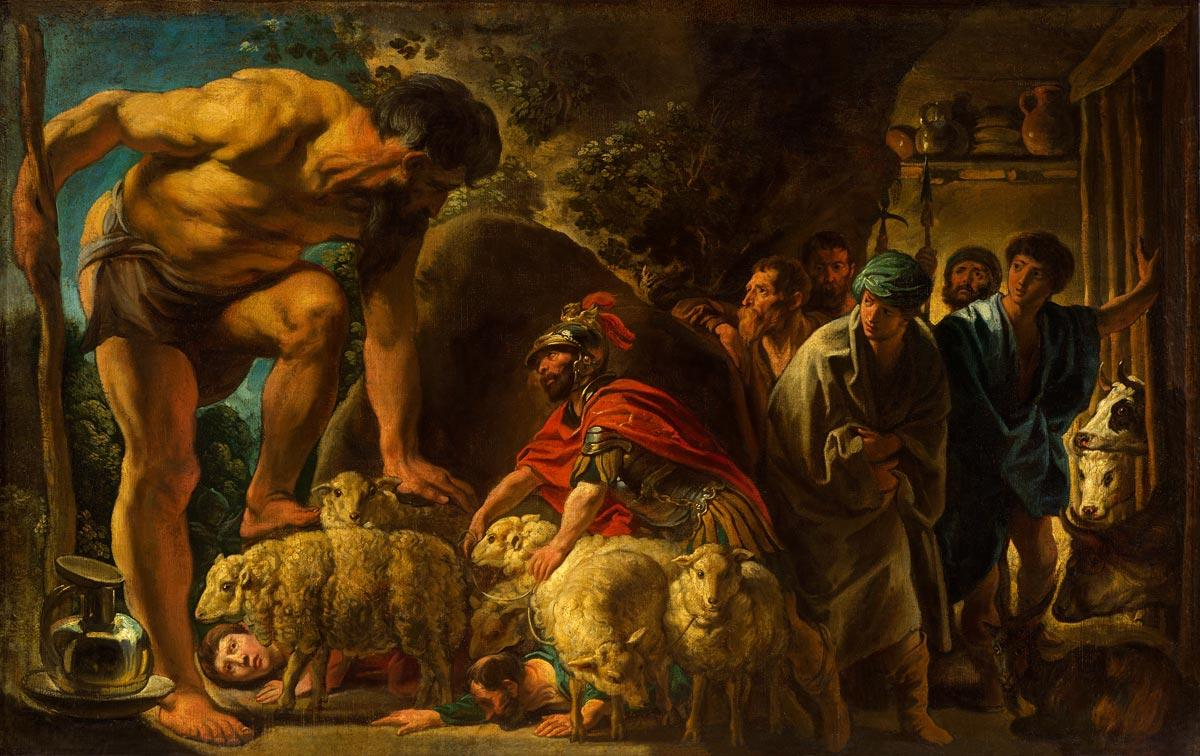
ポリュフェモスの洞窟にいるオデュッセウス、ヤーコブ・ヨルダーンス、17世紀初頭

オデュッセウス一行が1つ目の巨人キュクロープスたちの住む島に来た時、彼らはキュクロープスたちによって洞窟に閉じ込められた。部下たちが2人ずつ食べられていくうち、オデュッセウスは持っていたワインをキュクロープスの1人ポリュペーモスに飲ませて機嫌を取った。これに気をよくしたポリュペーモスは、オデュッセウスの名前を尋ね、オデュッセウスが「ウーティス」（「誰でもない」の意）と名乗ると、ポリュペーモスは「おまえを最後に食べてやろう」と言った。
ポリュペーモスが酔い潰れて眠り込んだところ、オデュッセウスは部下たちと協力してポリュペーモスの眼を潰した。ポリュペーモスは大きな悲鳴を上げ、それを聞いた仲間のキュクロープスたちが集まってきたが、誰にやられたと聞かれてポリュペーモスが「ウーティス（誰でもない）」と答えるばかりであったため、キュクロープスたちは皆帰ってしまった。
オデュッセウスたちは羊の腹の下に隠れて洞窟を脱出し、船に戻って島から離れた。この時、興奮したオデュッセウスが本当の名を明かしてキュクロープスを嘲笑したため、ポリュペーモスはオデュッセウスに罰を与えるよう父ポセイドーンに祈り、以後ポセイドーンはオデュッセウスの帰還を何度も妨害することになった。ポリュペーモスがオデュッセウスによって眼を潰されることは、エウリュモスの子テーレモスによって予言されていたという。

### アイオロスの島
ポセイドーンによって嵐を送り込まれ、オデュッセウスは風の神アイオロスの島であるアイオリア島に漂着した。アイオロスは彼を歓待し、無事に帰還できるように西風ゼピュロスを詰めた革袋を与えた。航海の邪魔になる荒ぶる逆風たちは別の革袋に封じ込めてくれた。西風のおかげでオデュッセウスは順調に航海することができたが、部下が逆風を封じ込めた革袋を空けてしまい、再びアイオリア島に戻ってしまった。今度はアイオロスは「神々の怒りを受けている」とし、オデュッセウスを冷酷に追い返してしまった。

### ライストリュゴネス人
風の力を失ったので、オデュッセウス一行は自ら漕いで進まねばならなかった。部下たちは疲れ切り、休ませようと近くの島に寄港することにした。そこは入り江がとても狭く、入ることも出ることも容易ではなかった。部下たちの船は入り江の内側に繋いだが、オデュッセウスの船は入り江の外側に繋いだ。この島は夜が極端に短く、更に巨大で腕力もあるライストリュゴネス人が住んでいた。この巨人は難破した船や寄港した船の船員たちを食べる恐ろしい怪物であった。ライストリュゴネス人は大岩を投げ付けて船を壊し、部下たちを次々と丸呑みにしていった。残った船が出航して逃げようにも入り江が狭くてなかなか抜け出せず、もたもたしている内に大岩を当てられて大破してしまった。この島から逃げ切ることができたのは入り江の外側に繋いでいたオデュッセウスの船だけであり、ライストリュゴネス人によって多くの部下を失った。

### 魔女キルケーの住む島
多くの部下を失ったオデュッセウスは、イタリア西海岸にあるアイアイエー島へと立ち寄った。この島には魔女キルケーの館があり、強力な魔力を誇る彼女が支配していた。キルケーは妖艶な美女であり、美しい声で男を館に招き入れては、その魔法で動物に変身させていた。偵察に出掛けたオデュッセウスの部下も例外ではなく、オデュッセウスは部下の救出に向かわねばならなかった。その途中でヘルメスから魔法を無効化する薬（モーリュと呼ばれ、花は乳白色、根は漆黒の薬草で、人間には掘り当てることが難しい魔法の薬草であった）を授かり、それを飲んでキルケーの館へと臨んだ。
キルケーはキュケオンという飲み物と恐るべき薬を調合してオデュッセウスに差し出し、彼を動物へと変貌させようとしたが、モーリュの効力により魔法は全て無効化され、動物へと変身することはなかった。魔法の効かないオデュッセウスに驚き、好意を抱いたキルケーは、動物に変じていた部下たちを元の姿に戻し、侍女たちに食事や酒を用意させて心から歓待した。疲れ切っていたオデュッセウス一行もそれを受け入れ、約一年の間この島に留まることとなった。
一年後、故国イタケへの思いが再び起こり、オデュッセウス一行は旅立つことを決意した。キルケーは悲しんだが、強い思いを持つ彼らを送り出すことにした。その際、「冥界にいるテイレシアスという預言者の亡霊と話すように」と助言した。また、冥界へと行く方法も伝授した。

### テイレシアスの亡霊
キルケーのおかげで冥界へと足を踏み入れたオデュッセウスは、冥界の王ハーデースの館の前で儀式を行い、預言者テイレシアスを召喚した。テイレシアスは、オデュッセウス一行の旅がまだ苦難の連続であること、しかし、それを耐え抜けば必ず故国へ帰れることを教えてくれた。オデュッセウスは更に、母の霊に妻子の消息を訊ねたり、アキレウスやアガメムノンの霊と出会って幾多の話を聞いたりした。その後、冥界から現世へと戻り、再びアイアイエー島へと帰還した。キルケーは戻った彼に対しセイレーンに気を付けるように忠告し、オデュッセウスはそれを聞き入れてアイアイエー島から出発した。

### セイレーンの歌

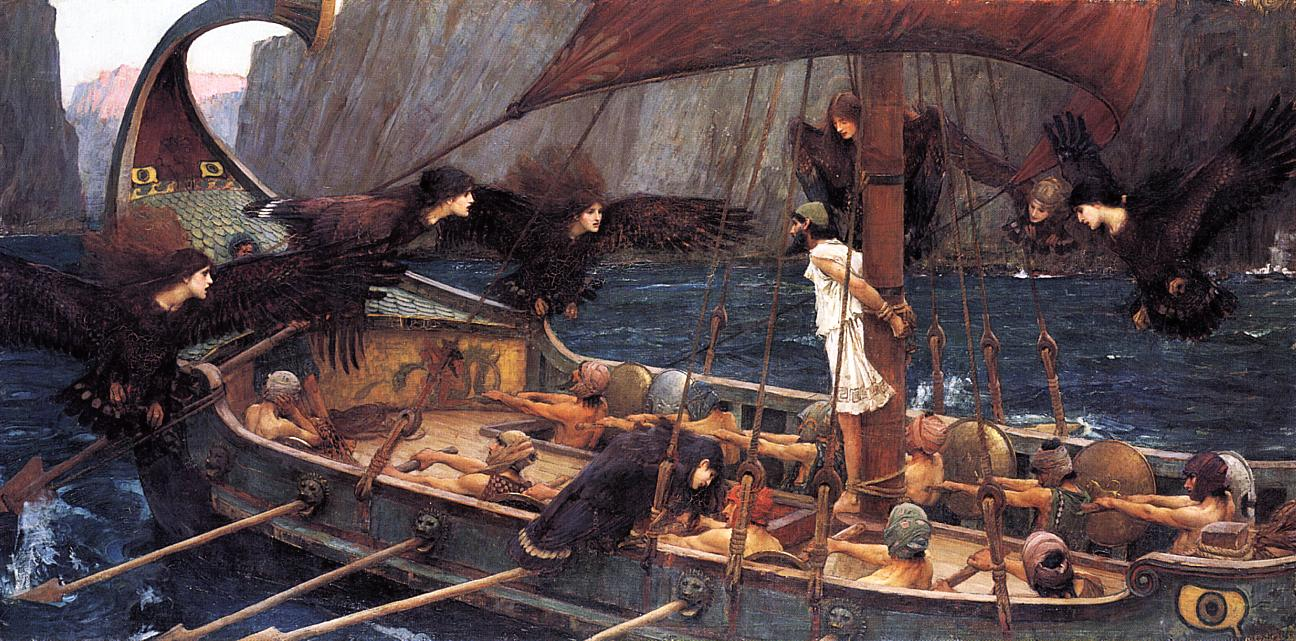
セイレーンに襲われるオデュッセウス一行

セイレーンは美しい歌声で航行中の人を惑わし、遭難・難破させる怪鳥であった。セイレーンのいる海域を通る際、オデュッセウスはキルケーの忠告通りに船員には蝋で耳栓をさせ、自分の体をマストに縛り付けた。1人だけセイレーンの歌が聞こえるオデュッセウスが暴れ出すと、歌に惑わされていると判断して船を進め、オデュッセウスが落ち着くともう安全であると判断した。

### スキュラの海峡
セイレーンのいる海域を乗り越えたのもつかの間、次の航路の先には、渦潮を起こして船を沈没させるカリュブディスの潜む海峡か、6本の首で6人の船員を喰らうスキュラの棲息する海峡か、どちらかを選ばねばならなかった。キルケーの助言では、スキュラを選ぶべきである、ということであった。理由としては、カリュブディスによって船が沈没させられたら全滅してしまうが、スキュラなら6人が死ぬだけだからだ。キルケーの助言通りオデュッセウスはスキュラの海峡を選び、海から現れた6本の狂犬の首によって6人の部下たちが喰われることになった。この間、オデュッセウスは恐怖でただ見ていることしかできなかった。

### ヘリオスの怒り
スキュラの海峡を乗り切ったオデュッセウス一行は、イタリア南岸にあるトリナキエ島に辿り着いた。この島では太陽神ヘリオスが家畜を飼育しており、テイレシアスからも「トリナキエ島はあまりにも危険であるから立ち寄るべきではない。立ち寄ってしまっても、決して太陽神の家畜には手を出すな」と忠告されていた。しかし、部下があまりにも疲れ切っていたので、仕方が無く休息の為に上陸することになってしまった。この時、嵐によって一ヶ月も出航できなくなってしまい、食料が尽きてしまった。空腹に耐えかねた部下の一人がヘリオスの家畜に手を出してしまい、立派な牛を殺して食べてしまった。
これに怒り狂ったヘリオスは、神々の王ゼウスに船を難破させるように頼んだ。ゼウスは嵐を呼び、やっと出航できたオデュッセウスの頑強な船を雷霆によって粉砕した。船は裂け、船員たちは海に投げ出された。オデュッセウスは大波に流されながらも、岩にしがみついた。すると、渦潮によって獲物を喰らう怪物カリュブディスによって船の残骸が丸呑みされるのを目撃した。カリュブディスは船の竜骨を吐き出し、オデュッセウスはそれにしがみついて、九日間も海を漂流する運命になった。部下は全員死亡した。

### カリュプソーの島
漂流して十日目に、海の女神カリュプソーの住まう島にオデュッセウスは流れ着いた。そこは故郷からは途方も無く遠い場所だった。カリュプソーはオデュッセウスに一目惚れし、彼に愛情を注ぎ、七年の間オデュッセウスと共に暮らした。カリュプソーと愛を育みながらも、オデュッセウスは故郷への思いを捨てきれず、毎日涙を流す日々であった。
このことを哀れに思ったアテーナーは、オデュッセウスを帰郷させるべく行動を開始した。カリュプソーの元を訪れ、オデュッセウスをイタケーへと帰すように促した。オデュッセウスのことを愛していたカリュプソーは悲しむが、オリュンポスに住まう神々の意志ならばとしぶしぶ同意し、オデュッセウスの船出を見送った。

### ポセイドーンの怒り
ポセイドーンは、海の女神とアテーナーの支援を受けて順調に故郷へと船を進めるオデュッセウスを視認すると、怒りで胸を焦がした。息子であるポリュペーモスの眼を潰された怒りが収まっていなかったポセイドーンは、三叉の矛を海に突き刺し、嵐を巻き起こしてオデュッセウスの船を破壊した。大波に呑み込まれたオデュッセウスは死を覚悟するが、海の女神レウコテアーがこれを哀れみ、着けたものは決して溺死することのない魔法のスカーフを彼に授けた。オデュッセウスはそれを着け、海中に潜ってポセイドーンの怒りをやり過ごした。ポセイドーンが去った後、アテーナーが風を吹かし、海上に漂うオデュッセウスをパイエケス人の国へと運んでいった。

### ナウシカアとの出会い

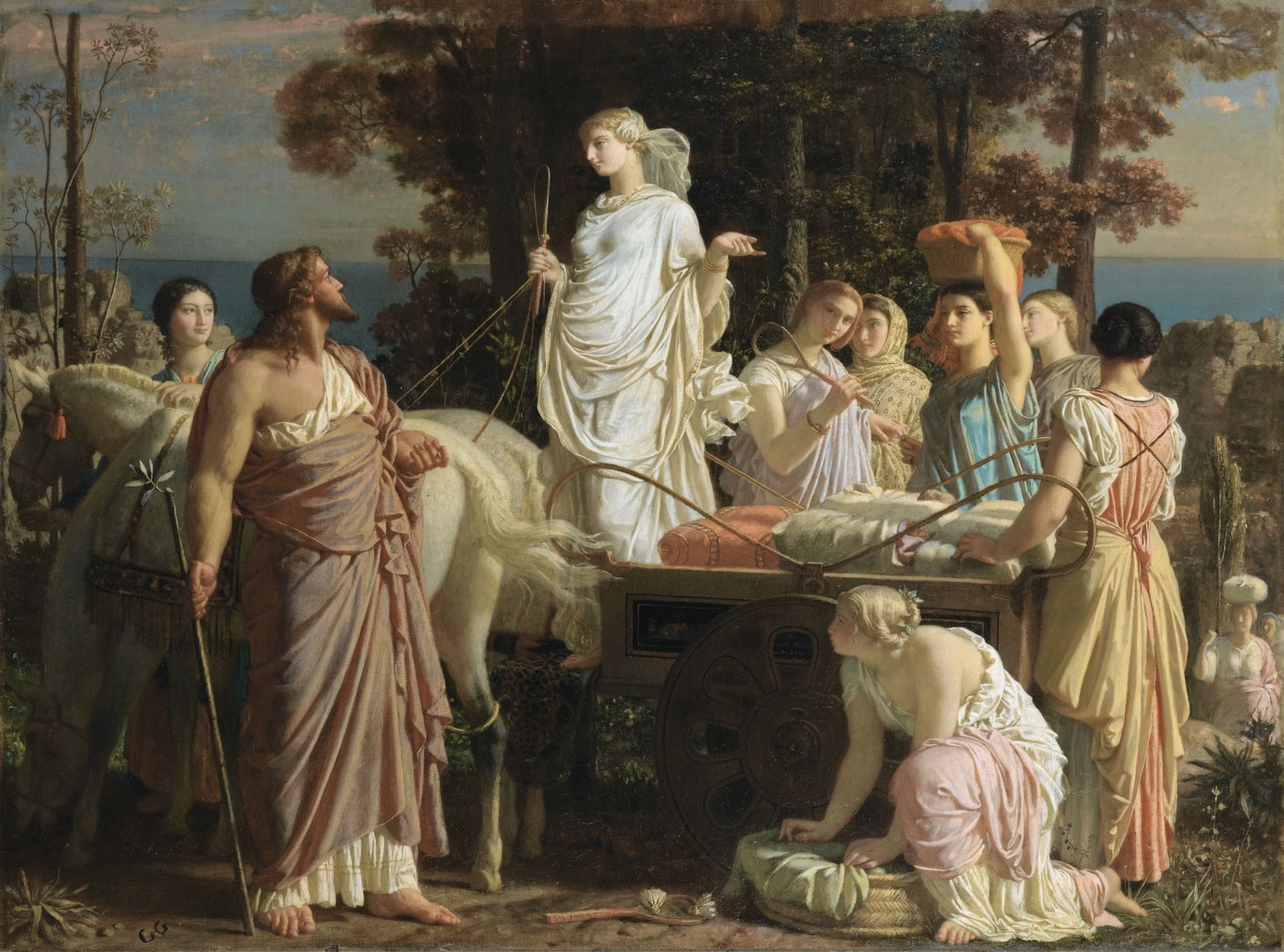
オデュッセウスとナウシカア

オデュッセウスは浜辺へと打ち上げられ、そこでパイエケス人の王女であるナウシカアと出会った。彼女はオデュッセウスをパイエケス人の王宮へと招き入れた。アテーナーの手引きもあって、パイエケス人の王はオデュッセウスに帰郷のための船を提供することを約束すると、競技会や酒宴を開いた。そこで吟遊詩人がトロイア戦争の栄光の物語を語り、オデュッセウスは思わず涙を流してしまう。オデュッセウスは自らの名や身分を明かし、今までの苦難や数々の冒険譚を語り始めるのであった。

### 帰国
パイエケス人のおかげでオデュッセウスは故郷へと帰国することができた。故国イタケーでは、妻ペーネロペーに多くの男たちが言い寄り、その求婚者たちはオデュッセウスをもはや亡き者として扱い、彼の領地をさんざんに荒していた。オデュッセウスはすぐに正体を明かすことをせず、アテーナーの魔法でみすぼらしい老人に変身すると、好き放題に暴れていた求婚者たちを懲らしめる方法を考えた。ペーネロペーは夫の留守の間、なんとか貞操を守ってきたが、それももう限界だと思い、「オデュッセウスの強弓を使って12の斧の穴を一気に射抜けた者に嫁ぐ」と皆に知らせた。老人に変身していたオデュッセウスはこれを利用して求婚者たちを罰しようと考えた。
求婚者たちは矢を射ろうとするが、あまりにも強い弓だったため、弦を張ることすらできなかった。しかし、老人に変身したオデュッセウスは弓に弦を華麗に張ってみせ、矢を射て12の斧の穴を一気に貫通させた。そこで正体を現したオデュッセウスは、その弓矢で求婚者たちを皆殺しにした。求婚者たちも武装して対抗しようとしたが、歯が立たなかった。こうして、求婚者たちは死に、その魂はヘルメスに導かれて冥界へと下って行った。
ペーネロペーは、最初のうちはオデュッセウスのことを本物かどうか疑っていたが、彼がオデュッセウスしか知りえないことを発言すると、本物だと安心して泣き崩れた。こうして、二人は再会することができたのである。

## 『オデュッセイア』以外におけるオデュッセウス
『オデュッセイア』の続編として作られた『テーレゴネイアー』では、オデュッセイアの後日談が語られている。『テーレゴネイアー』のあらすじは以下のとおりである。オデュッセウスがアイアイエー島を訪れた際、2人の間にはテーレゴノスが生まれた。テーレゴノスは成長するとオデュッセウスに会いにイタケー島に赴いたが、父オデュッセウスを間違えて殺めた。殺した男が自分の父であったことを知ったテーレゴノスは大いに嘆き、父の遺体をペーネロペーに見せた後、彼女と異母兄テーレマコスを伴ってアイアイエー島に戻った。そこでキルケ―はテーレマコスと、テーレゴノスはペーネロペーと結婚した。
実際には『テーレゴネイア』は現在では散逸してしまっており、そのあらすじは主にプロクロスの文学便覧(The Chrestomathy)にて語られるのみである。また、同様の神話はアポロドーロスの『ギリシア神話(ビブリオテーケー』)やヒュギーヌスの『ギリシャ神話集』においても断片的に伝えられている。
またオデュッセウスは冥界にてテイレシアースから「海からは離れたところで安らかな死が訪れる」と予言を受けているため、テーレゴネイアの内容はそれとは矛盾している。テーレゴネイアにおいては「海からは離れたところで(ex halos)」を「海から」と解することでテーレゴノスから殺害される予言としているが、これはテーレゴネイアを頭に入れた上での解釈である。これらの理由により岩波文庫版『オデュッセイア』を翻訳した松平千秋は、テーレゴネイアにおける最期を「安らかな死」を迎えるテイレシアースの予言とは似ても似つかぬとして「言語道断、漫画的とでも評するほかない結着」と酷評している。

## 系図
父方
|              |              | ケパロス     | ケパロス     | ケパロス     | ケパロス     | ケパロス       | ケパロス       |                |                | プロクリス     | プロクリス     | プロクリス   | プロクリス   | プロクリス       | プロクリス       |                  |                  |                  |                  |                  |                  |                  |                  |                |                |                |                |              |              |                  |                  |                  |                  | ペルセウス       | ペルセウス       | ペルセウス   | ペルセウス   | ペルセウス   | ペルセウス   |              |              | アンドロメダ   | アンドロメダ   | アンドロメダ   | アンドロメダ   | アンドロメダ   | アンドロメダ   |          |          |          |          |  |  |  |  |  |  |
|              |              | ケパロス     | ケパロス     | ケパロス     | ケパロス     | ケパロス       | ケパロス       |                |                | プロクリス     | プロクリス     | プロクリス   | プロクリス   | プロクリス       | プロクリス       |                  |                  |                  |                  |                  |                  |                  |                  |                |                |                |                |              |              |                  |                  |                  |                  | ペルセウス       | ペルセウス       | ペルセウス   | ペルセウス   | ペルセウス   | ペルセウス   |              |              | アンドロメダ   | アンドロメダ   | アンドロメダ   | アンドロメダ   | アンドロメダ   | アンドロメダ   |          |          |          |          |  |  |  |  |  |  |
|              |              |              |              |              |              |                |                |                |                |                |                |              |              |                  |                  |                  |                  |                  |                  |                  |                  |                  |                  |                |                |                |                |              |              |                  |                  |                  |                  |                  |                  |              |              |              |              |              |              |                |                |                |                |                |                |          |          |          |          |  |  |  |  |  |  |
|              |              |              |              |              |              | アルケイシオス | アルケイシオス | アルケイシオス | アルケイシオス | アルケイシオス | アルケイシオス |              |              | アウトリュコス   | アウトリュコス   | アウトリュコス   | アウトリュコス   | アウトリュコス   | アウトリュコス   |                  |                  |                  |                  |                |                |                |                |              |              | オイバロス       | オイバロス       | オイバロス       | オイバロス       | オイバロス       | オイバロス       |              |              | ゴルゴポネー | ゴルゴポネー | ゴルゴポネー | ゴルゴポネー | ゴルゴポネー   | ゴルゴポネー   |                |                |                |                |          |          |          |          |  |  |  |  |  |  |
|              |              |              |              |              |              | アルケイシオス | アルケイシオス | アルケイシオス | アルケイシオス | アルケイシオス | アルケイシオス |              |              | アウトリュコス   | アウトリュコス   | アウトリュコス   | アウトリュコス   | アウトリュコス   | アウトリュコス   |                  |                  |                  |                  |                |                |                |                |              |              | オイバロス       | オイバロス       | オイバロス       | オイバロス       | オイバロス       | オイバロス       |              |              | ゴルゴポネー | ゴルゴポネー | ゴルゴポネー | ゴルゴポネー | ゴルゴポネー   | ゴルゴポネー   |                |                |                |                |          |          |          |          |  |  |  |  |  |  |
|              |              |              |              |              |              |                |                |                |                |                |                |              |              |                  |                  |                  |                  |                  |                  |                  |                  |                  |                  |                |                |                |                |              |              |                  |                  |                  |                  |                  |                  |              |              |              |              |              |              |                |                |                |                |                |                |          |          |          |          |  |  |  |  |  |  |
|              |              |              |              |              |              |                |                |                |                |                |                |              |              |                  |                  |                  |                  |                  |                  |                  |                  |                  |                  |                |                |                |                |              |              |                  |                  |                  |                  |                  |                  |              |              |              |              |              |              |                |                |                |                |                |                |          |          |          |          |  |  |  |  |  |  |
|              |              |              |              |              |              | ラーエルテース | ラーエルテース | ラーエルテース | ラーエルテース | ラーエルテース | ラーエルテース |              |              | アンティクレイア | アンティクレイア | アンティクレイア | アンティクレイア | アンティクレイア | アンティクレイア |                  |                  |                  |                  |                |                |                |                |              |              | テュンダレオース | テュンダレオース | テュンダレオース | テュンダレオース | テュンダレオース | テュンダレオース |              |              | イーカリオス | イーカリオス | イーカリオス | イーカリオス | イーカリオス   | イーカリオス   |                |                |                |                |          |          |          |          |  |  |  |  |  |  |
|              |              |              |              |              |              | ラーエルテース | ラーエルテース | ラーエルテース | ラーエルテース | ラーエルテース | ラーエルテース |              |              | アンティクレイア | アンティクレイア | アンティクレイア | アンティクレイア | アンティクレイア | アンティクレイア |                  |                  |                  |                  |                |                |                |                |              |              | テュンダレオース | テュンダレオース | テュンダレオース | テュンダレオース | テュンダレオース | テュンダレオース |              |              | イーカリオス | イーカリオス | イーカリオス | イーカリオス | イーカリオス   | イーカリオス   |                |                |                |                |          |          |          |          |  |  |  |  |  |  |
|              |              |              |              |              |              |                |                |                |                |                |                |              |              |                  |                  |                  |                  |                  |                  |                  |                  |                  |                  |                |                |                |                |              |              |                  |                  |                  |                  |                  |                  |              |              |              |              |              |              |                |                |                |                |                |                |          |          |          |          |  |  |  |  |  |  |
|              |              |              |              |              |              |                |                |                |                |                |                |              |              |                  |                  |                  |                  |                  |                  |                  |                  |                  |                  |                |                |                |                |              |              |                  |                  |                  |                  |                  |                  |              |              |              |              |              |              |                |                |                |                |                |                |          |          |          |          |  |  |  |  |  |  |
|              |              | クティメネー | クティメネー | クティメネー | クティメネー | クティメネー   | クティメネー   |                |                |                |                |              |              | カリディケー     | カリディケー     | カリディケー     | カリディケー     | カリディケー     | カリディケー     |                  |                  | オデュッセウス   | オデュッセウス   | オデュッセウス | オデュッセウス | オデュッセウス | オデュッセウス |              |              | ペーネロペー     | ペーネロペー     | ペーネロペー     | ペーネロペー     | ペーネロペー     | ペーネロペー     |              |              |              |              |              |              | イプティーメー | イプティーメー | イプティーメー | イプティーメー | イプティーメー | イプティーメー |          |          |          |          |  |  |  |  |  |  |
|              |              | クティメネー | クティメネー | クティメネー | クティメネー | クティメネー   | クティメネー   |                |                |                |                |              |              | カリディケー     | カリディケー     | カリディケー     | カリディケー     | カリディケー     | カリディケー     |                  |                  | オデュッセウス   | オデュッセウス   | オデュッセウス | オデュッセウス | オデュッセウス | オデュッセウス |              |              | ペーネロペー     | ペーネロペー     | ペーネロペー     | ペーネロペー     | ペーネロペー     | ペーネロペー     |              |              |              |              |              |              | イプティーメー | イプティーメー | イプティーメー | イプティーメー | イプティーメー | イプティーメー |          |          |          |          |  |  |  |  |  |  |
|              |              |              |              |              |              |                |                |                |                |                |                |              |              |                  |                  |                  |                  |                  |                  |                  |                  |                  |                  |                |                |                |                |              |              |                  |                  |                  |                  |                  |                  |              |              |              |              |              |              |                |                |                |                |                |                |          |          |          |          |  |  |  |  |  |  |
|              |              |              |              |              |              |                |                |                |                |                |                |              |              |                  |                  |                  |                  |                  |                  |                  |                  |                  |                  |                |                |                |                |              |              |                  |                  |                  |                  |                  |                  |              |              |              |              |              |              |                |                |                |                |                |                |          |          |          |          |  |  |  |  |  |  |
| カリュプソー | カリュプソー | カリュプソー | カリュプソー | カリュプソー | カリュプソー |                |                |                |                |                |                |              |              |                  |                  |                  |                  |                  |                  |                  |                  |                  |                  |                |                |                |                |              |              |                  |                  |                  |                  |                  |                  |              |              |              |              |              |              |                |                |                |                | キルケー       | キルケー       | キルケー | キルケー | キルケー | キルケー |  |  |  |  |  |  |
| カリュプソー | カリュプソー | カリュプソー | カリュプソー | カリュプソー | カリュプソー |                |                |                |                |                |                |              |              |                  |                  |                  |                  |                  |                  |                  |                  |                  |                  |                |                |                |                |              |              |                  |                  |                  |                  |                  |                  |              |              |              |              |              |              |                |                |                |                | キルケー       | キルケー       | キルケー | キルケー | キルケー | キルケー |  |  |  |  |  |  |
|              |              |              |              |              |              |                |                |                |                |                |                |              |              |                  |                  |                  |                  |                  |                  |                  |                  |                  |                  |                |                |                |                |              |              |                  |                  |                  |                  |                  |                  |              |              |              |              |              |              |                |                |                |                |                |                |          |          |          |          |  |  |  |  |  |  |
|              |              |              |              |              |              |                |                |                |                |                |                |              |              |                  |                  |                  |                  |                  |                  |                  |                  |                  |                  |                |                |                |                |              |              |                  |                  |                  |                  |                  |                  |              |              |              |              |              |              |                |                |                |                |                |                |          |          |          |          |  |  |  |  |  |  |
|              |              | ナウシトオス | ナウシトオス | ナウシトオス | ナウシトオス | ナウシトオス   | ナウシトオス   |                |                | ナウシノオス   | ナウシノオス   | ナウシノオス | ナウシノオス | ナウシノオス     | ナウシノオス     |                  |                  | ポリュポイテース | ポリュポイテース | ポリュポイテース | ポリュポイテース | ポリュポイテース | ポリュポイテース |                |                | テーレマコス   | テーレマコス   | テーレマコス | テーレマコス | テーレマコス     | テーレマコス     |                  |                  | ラティーノス     | ラティーノス     | ラティーノス | ラティーノス | ラティーノス | ラティーノス |              |              | テーレゴノス   | テーレゴノス   | テーレゴノス   | テーレゴノス   | テーレゴノス   | テーレゴノス   |          |          |          |          |  |  |  |  |  |  |
|              |              | ナウシトオス | ナウシトオス | ナウシトオス | ナウシトオス | ナウシトオス   | ナウシトオス   |                |                | ナウシノオス   | ナウシノオス   | ナウシノオス | ナウシノオス | ナウシノオス     | ナウシノオス     |                  |                  | ポリュポイテース | ポリュポイテース | ポリュポイテース | ポリュポイテース | ポリュポイテース | ポリュポイテース |                |                | テーレマコス   | テーレマコス   | テーレマコス | テーレマコス | テーレマコス     | テーレマコス     |                  |                  | ラティーノス     | ラティーノス     | ラティーノス | ラティーノス | ラティーノス | ラティーノス |              |              | テーレゴノス   | テーレゴノス   | テーレゴノス   | テーレゴノス   | テーレゴノス   | テーレゴノス   |          |          |          |          |  |  |  |  |  |  |
|              |              |              |              |              |              |                |                |                |                |                |                |              |              |                  |                  |                  |                  |                  |                  |                  |                  |                  |                  |                |                |                |                |              |              |                  |                  |                  |                  |                  |                  |              |              |              |              |              |              |                |                |                |                |                |                |          |          |          |          |  |  |  |  |  |  |
|              |              |              |              |              |              |                |                |                |                |                |                |              |              |                  |                  |                  |                  |                  |                  |                  |                  |                  |                  |                |                |                |                |              |              |                  |                  |                  |                  |                  |                  |              |              |              |              |              |              |                |                |                |                |                |                |          |          |          |          |  |  |  |  |  |  |

母方
|            |            |            |            | アイオロス     | アイオロス     | アイオロス     | アイオロス     | アイオロス     | アイオロス     |                |                |                |                |            |            | ヘーオスポロス   | ヘーオスポロス   | ヘーオスポロス   | ヘーオスポロス   | ヘーオスポロス   | ヘーオスポロス   |                |                |                |                |              |              |              |              |  |  |                |                |                |                |                |                |              |              |              |              |            |            |              |              |              |              |              |              |  |  |
|            |            |            |            | アイオロス     | アイオロス     | アイオロス     | アイオロス     | アイオロス     | アイオロス     |                |                |                |                |            |            | ヘーオスポロス   | ヘーオスポロス   | ヘーオスポロス   | ヘーオスポロス   | ヘーオスポロス   | ヘーオスポロス   |                |                |                |                |              |              |              |              |  |  |                |                |                |                |                |                |              |              |              |              |            |            |              |              |              |              |              |              |  |  |
|            |            |            |            |                |                |                |                |                |                |                |                |                |                |            |            |                  |                  |                  |                  |                  |                  |                |                |                |                |              |              |              |              |  |  |                |                |                |                |                |                |              |              |              |              |            |            |              |              |              |              |              |              |  |  |
|            |            |            |            | アルキュオネー | アルキュオネー | アルキュオネー | アルキュオネー | アルキュオネー | アルキュオネー |                |                | ケーユクス     | ケーユクス     | ケーユクス | ケーユクス | ケーユクス       | ケーユクス       |                  |                  | ダイダリオーン   | ダイダリオーン   | ダイダリオーン | ダイダリオーン | ダイダリオーン | ダイダリオーン |              |              |              |              |  |  |                |                |                |                |                |                |              |              |              |              |            |            |              |              |              |              |              |              |  |  |
|            |            |            |            | アルキュオネー | アルキュオネー | アルキュオネー | アルキュオネー | アルキュオネー | アルキュオネー |                |                | ケーユクス     | ケーユクス     | ケーユクス | ケーユクス | ケーユクス       | ケーユクス       |                  |                  | ダイダリオーン   | ダイダリオーン   | ダイダリオーン | ダイダリオーン | ダイダリオーン | ダイダリオーン |              |              |              |              |  |  |                |                |                |                |                |                |              |              |              |              |            |            |              |              |              |              |              |              |  |  |
|            |            |            |            |                |                |                |                |                |                |                |                |                |                |            |            |                  |                  |                  |                  |                  |                  |                |                |                |                |              |              |              |              |  |  |                |                |                |                |                |                |              |              |              |              |            |            |              |              |              |              |              |              |  |  |
| ヘルメース | ヘルメース | ヘルメース | ヘルメース | ヘルメース     | ヘルメース     |                |                |                |                |                |                |                |                |            |            |                  |                  |                  |                  | キオネー         | キオネー         | キオネー       | キオネー       | キオネー       | キオネー       |              |              |              |              |  |  |                |                |                |                |                |                |              |              | アポローン   | アポローン   | アポローン | アポローン | アポローン   | アポローン   |              |              |              |              |  |  |
| ヘルメース | ヘルメース | ヘルメース | ヘルメース | ヘルメース     | ヘルメース     |                |                |                |                |                |                |                |                |            |            |                  |                  |                  |                  | キオネー         | キオネー         | キオネー       | キオネー       | キオネー       | キオネー       |              |              |              |              |  |  |                |                |                |                |                |                |              |              | アポローン   | アポローン   | アポローン | アポローン | アポローン   | アポローン   |              |              |              |              |  |  |
|            |            |            |            |                |                |                |                |                |                |                |                |                |                |            |            |                  |                  |                  |                  |                  |                  |                |                |                |                |              |              |              |              |  |  |                |                |                |                |                |                |              |              |              |              |            |            |              |              |              |              |              |              |  |  |
|            |            |            |            | アウトリュコス | アウトリュコス | アウトリュコス | アウトリュコス | アウトリュコス | アウトリュコス |                |                |                |                |            |            |                  |                  |                  |                  |                  |                  |                |                |                |                |              |              |              |              |  |  |                |                |                |                | ピラムモーン   | ピラムモーン   | ピラムモーン | ピラムモーン | ピラムモーン | ピラムモーン |            |            | アルギオペー | アルギオペー | アルギオペー | アルギオペー | アルギオペー | アルギオペー |  |  |
|            |            |            |            | アウトリュコス | アウトリュコス | アウトリュコス | アウトリュコス | アウトリュコス | アウトリュコス |                |                |                |                |            |            |                  |                  |                  |                  |                  |                  |                |                |                |                |              |              |              |              |  |  |                |                |                |                | ピラムモーン   | ピラムモーン   | ピラムモーン | ピラムモーン | ピラムモーン | ピラムモーン |            |            | アルギオペー | アルギオペー | アルギオペー | アルギオペー | アルギオペー | アルギオペー |  |  |
|            |            |            |            |                |                |                |                |                |                |                |                |                |                |            |            |                  |                  |                  |                  |                  |                  |                |                |                |                |              |              |              |              |  |  |                |                |                |                |                |                |              |              |              |              |            |            |              |              |              |              |              |              |  |  |
|            |            |            |            |                |                |                |                |                |                |                |                |                |                |            |            |                  |                  |                  |                  |                  |                  |                |                |                |                |              |              |              |              |  |  |                |                |                |                |                |                |              |              |              |              |            |            |              |              |              |              |              |              |  |  |
| アイシモス | アイシモス | アイシモス | アイシモス | アイシモス     | アイシモス     |                |                | ラーエルテース | ラーエルテース | ラーエルテース | ラーエルテース | ラーエルテース | ラーエルテース |            |            | アンティクレイア | アンティクレイア | アンティクレイア | アンティクレイア | アンティクレイア | アンティクレイア |                |                | アイソーン     | アイソーン     | アイソーン   | アイソーン   | アイソーン   | アイソーン   |  |  | ポリュメーデー | ポリュメーデー | ポリュメーデー | ポリュメーデー | ポリュメーデー | ポリュメーデー |              |              | タミュリス   | タミュリス   | タミュリス | タミュリス | タミュリス   | タミュリス   |              |              |              |              |  |  |
| アイシモス | アイシモス | アイシモス | アイシモス | アイシモス     | アイシモス     |                |                | ラーエルテース | ラーエルテース | ラーエルテース | ラーエルテース | ラーエルテース | ラーエルテース |            |            | アンティクレイア | アンティクレイア | アンティクレイア | アンティクレイア | アンティクレイア | アンティクレイア |                |                | アイソーン     | アイソーン     | アイソーン   | アイソーン   | アイソーン   | アイソーン   |  |  | ポリュメーデー | ポリュメーデー | ポリュメーデー | ポリュメーデー | ポリュメーデー | ポリュメーデー |              |              | タミュリス   | タミュリス   | タミュリス | タミュリス | タミュリス   | タミュリス   |              |              |              |              |  |  |
|            |            |            |            |                |                |                |                |                |                |                |                |                |                |            |            |                  |                  |                  |                  |                  |                  |                |                |                |                |              |              |              |              |  |  |                |                |                |                |                |                |              |              |              |              |            |            |              |              |              |              |              |              |  |  |
|            |            |            |            |                |                |                |                |                |                |                |                |                |                |            |            |                  |                  |                  |                  |                  |                  |                |                |                |                |              |              |              |              |  |  |                |                |                |                |                |                |              |              |              |              |            |            |              |              |              |              |              |              |  |  |
| シノーン   | シノーン   | シノーン   | シノーン   | シノーン       | シノーン       |                |                | オデュッセウス | オデュッセウス | オデュッセウス | オデュッセウス | オデュッセウス | オデュッセウス |            |            | クティメネー     | クティメネー     | クティメネー     | クティメネー     | クティメネー     | クティメネー     |                |                | イアーソーン   | イアーソーン   | イアーソーン | イアーソーン | イアーソーン | イアーソーン |  |  | プロマコス     | プロマコス     | プロマコス     | プロマコス     | プロマコス     | プロマコス     |              |              |              |              |            |            |              |              |              |              |              |              |  |  |

## 登場作品
- 『オデュッセウスの冒険－サトクリフ・オリジナル〈5〉』 、ローズマリー・サトクリフ、山本史郎訳 挿絵アラン・リー、原書房、ISBN 4562034319
- 『ホメロス物語．第2章「オデュッセイア物語」』 G．シャンドン、有田潤訳、白水社
- 『オデュッセウス物語』 バーナード・エヴスリン、小林稔訳、現代教養文庫
- 『オデュッセウスの冒険』 吉田敦彦、安彦良和画、青土社、ISBN 4791764889
- 『オデュッセウスの航海 マンガギリシア神話8』 里中満智子、中央公論新社のち中公文庫
- 『ユリシーズ』 1954年のイタリア映画。『オデュッセイア』の映画化。
- 『英雄ユリシーズ』 クリームが1967年に発表した楽曲、カラフル・クリームに収録